# Bielaki (obwód witebski)
Bielaki (biał. Белякі; ros. Беляки) – wieś na Białorusi, w obwodzie witebskim, w rejonie głębockim, w sielsowiecie Hołubicze, przy Puszczy Hołubickiej.
W dwudziestoleciu międzywojennym leżały w Polsce, w województwie wileńskim, w powiecie dziśnieńskim, do 11 kwietnia 1929 w gminie Dokszyce, następnie w gminie Hołubicze.
Według Powszechnego Spisu Ludności z 1921 roku zamieszkiwało tu 105 osób, 3 było wyznania rzymskokatolickiego, a 102 prawosławnego. Jednocześnie 1 mieszkaniec zadeklarował polską przynależność narodową, a 104 białoruską. Było tu 15 budynków mieszkalnych. W 1931 w 17 domach zamieszkiwały 102 osoby.
Miejscowość należała do parafii rzymskokatolickiej w m. Zaszcześle i prawosławnej w Hołubiczach. Podlegała pod Sąd Grodzki w Głębokiem i Okręgowy w Wilnie; właściwy urząd pocztowy mieścił się w Hołubiczach.